# Sylke Rene Meyer
Sylke Rene Meyer (* 1970 in Berlin) ist eine deutsche Drehbuchautorin und Filmregisseurin. Sie lehrt Drehbuch/Dramaturgie an der Internationalen Filmschule Köln (ifs).

## Leben
Sylke Rene Meyer wurde in Ost-Berlin geboren, reiste aber später aus der DDR aus. Nach Aufenthalten in Rastatt und Baden-Baden erlangte sie in West-Berlin ihr Abitur. Sie studierte Theater und Philosophie (Magister) und Jura (1. Staatsexamen) an der Freien Universität Berlin und danach Drehbuch und Dramaturgie an der Hochschule für Film und Fernsehen „Konrad Wolf“. 2000 schloss sie ihre Studien an der Hochschule für Fernsehen und Film München ab.
Seitdem arbeitet sie als Regieassistentin, Filmeditorin, Drehbuchautorin und Regisseurin in Paris, New York und Los Angeles.
Parallel zu ihrer künstlerischen Arbeit lehrt sie seit 2010 als Professorin für Drehbuch/Dramaturgie an der Internationalen Filmschule Köln (ifs).
Sylke Rene Meyer lebt in Berlin und Los Angeles.

## Auszeichnungen
- 1999 Mona d’Oro Publikumspreis für La petite mort
- 2000 International Emmy Awards – bestes Drehbuch (Ustinov Award) New York 2000 für Wer ist Anna Walentynowicz?
- 2001 Tankred Dorst Drehbuchpreis
- 2002 1. Preis des MECOM Drehbuchpreises 2003 für Märkischer Sand
- 2005 nominiert für den Deutschen Drehbuchpreis mit Der Zeitpunkt des Eintritts der inneren Unruhe / Einstürzende Neubauten
- 2007 Silver Gryphon Award beim 37. Kinderfilmfestival in Giffoni für Filiz fliegt (bester Film)
- 2007 International Children’s Film Festival Chicago, certificate of excellence für Filiz in Flight
- 2008 10th Annual BAMkids Film Festival Brooklyn Academy of Music Bester Film für Filiz in Flight
- 2008 Fellowship der Villa Aurora

## Filmografie (Auswahl)
- 2003: Wer ist Anna Walentynowicz? (Dokumentarfilm, Buch und Regie)
- 2006: Strajk – Die Heldin von Danzig – Regie: Volker Schlöndorff (Drehbuch)
- 2007: Filiz fliegt (Dokumentarfilm, Buch und Regie)
- 2010: Westflug – Entführung aus Liebe – Regie: Thomas Jauch (Drehbuch)